# Schaumteppich
Als Schaumteppich wird von der Feuerwehr eine mehrere Dezimeter bis Meter hohe, geschlossene Schicht aus Löschschaum bezeichnet, die auf einer Fläche aufgebracht wird. Der Einsatz eines Schaumteppichs kann dabei sowohl im Rahmen des abwehrenden als auch des vorbeugenden Brandschutzes erfolgen.

## Vorbeugender Einsatz bei ausgelaufenen Flüssigkeiten
Ausgelaufene und noch nicht brennende Flüssigkeiten beginnen in der Regel zu verdampfen. Dabei kann ein Luft-Dampf-Gemisch entstehen, das brennbar oder gar hochexplosiv ist. In diesem Fall wird Löschschaum vorbeugend eingesetzt und die Flüssigkeit mit einem Schaumteppich als „Dampfsperre“ überschichtet. Gefahrstoffeinsätze bei unklarer bzw. fehlender Gefahrstoffkennzeichnung veranlassen Feuerwehren ebenfalls zu dieser Maßnahme, damit noch nicht bestehende Brände durch chemische Reaktion (Selbstentzündung) verhindert werden können.

## Abwehrender Einsatz bei Flüssigkeits- und Feststoffbränden
Der Schaumteppich wird hier aufgrund seiner zwei Hauptlöschwirkungen eingesetzt. Das im Schaum befindliche Wasser entzieht dem Brand Energie, die Schaumdecke selbst trennt Brennstoff und Luft-Sauerstoff und erstickt so den Brand.

## Vorbeugender Einsatz bei Notlandungen
Flughafenfeuerwehren legen einen Schaumteppich aus Schwerschaum an, um eine Notlandung bei nicht ausgefahrenem oder instabilem Fahrwerk eines Flugzeugs zu sichern.
Ein Schaumteppich soll die Entstehung eines gefährlichen Brandes bei einer risikoreichen Landung verhindern. Ein Teppich aus (schwerem) Löschschaum wird typisch nur auf einem Teil der Start- und Landebahn eines Flughafens von Spezialfahrzeugen der Flughafenfeuerwehr aufgebracht. Das Verfahren des Schaumteppichs auf der Landebahn wird jedoch nicht mehr an allen deutschen Flughäfen angewendet, da der Nutzen eines Schaumteppichs umstritten ist. Dies rührt u. a. daher, dass der Schaumteppich die Haftreibung der Räder verringert, was zu erheblich schlechteren Rad-Bremsleistungen des landenden Flugzeugs führt und auch ein Abkommen von der Landebahn verursachen kann.
Weitere Gründe liegen in der relativ langen Zeit, die das Ausbringen eines Schaumteppichs benötigt, den Kosten für Schaummittel und dem anschließenden Aufwand der Bahnreinigung, dem Vorhalten spezieller Beschäumungsfahrzeuge und nicht zuletzt dem Umweltschutz. Daher wird auf das Ausbringen eines Schaumteppichs selbst bei nicht ausfahrbarem Fahrwerk auf Flughäfen in Deutschland in der Regel verzichtet. Stattdessen bringt man mehrere Flugfeldlöschfahrzeuge in taktisch sinnvolle Positionen an der Landebahn, um das notgelandete Flugzeug nach dem Stillstand rasch mit Schaum bedecken zu können.
Der nach erfolgter Notlandung ausgebrachte Schaumteppich dient nicht nur zur Löschung von bereits entstandenen Feuern, sondern vielmehr der Prävention eines nachträglichen Feuerausbruchs bei möglicherweise beschädigtem Kerosintank.